# 叫兽 (网络用语)
叫兽，中国大陆的网络用语，常与“砖家”一词连用，合称“砖家叫兽”，用于讽刺那些为了自己的利益而为政府说话或是仰仗着自己的权威身份而罔顾事实说话的学者（也包含那些因为判断错误而妄下结论的学者）。正是由于这些原因，导致了中国大陆的许多民众对国内学者和学术权威的不信任。比如，当2012年上海市出现三个太阳的天文现象之时，专家们解释说，这是因为高空薄云中许多冰晶体遇到太阳光会发生折射，从而产生的“幻日”现象，但是许多网友均表示不相信，而怀疑此为2012世界末日来临前的征兆。有时候也用于对那些贪污受贿或品行不端的学术人士之称呼，如浙江大学副校长因涉嫌经济问题被逮捕，部分媒体因此也称其为“叫兽”。

## 備註
1. ↑  叫兽是教授的諧音。